# Villa Park
Villa Park là một sân vận động bóng đá ở Aston, Birmingham, Anh. Sân có sức chứa 42.749 người. Đây là sân nhà của câu lạc bộ Premier League Aston Villa kể từ năm 1897. Sân cách ga xe lửa Witton và Aston khoảng một dặm. Sân đã tổ chức mười sáu trận đấu của đội tuyển bóng đá quốc gia Anh, trận đấu đầu tiên được tổ chức vào năm 1899 và lần gần đây nhất là vào năm 2005. Villa Park đã tổ chức 55 trận bán kết Cúp FA, nhiều hơn bất kỳ sân vận động nào khác.
Năm 1897, Aston Villa chuyển đến Aston Lower Grounds, một sân vận động thể thao trong công viên giải trí thời Victoria trong khuôn viên cũ của Aston Hall, một ngôi nhà nông thôn kiểu Jacobean. Sân vận động này đã trải qua nhiều giai đoạn cải tạo và mở rộng, dẫn đến cấu hình của các khán đài hiện tại là Holte End, khán đài Trinity Road, khán đài phía Bắc (North Stand) và khán đài Doug Ellis. Aston Villa ban đầu đã được cho phép lập kế hoạch để xây dựng lại khán đài phía Bắc, điều này sẽ tăng sức chứa của Villa Park từ 42.785 chỗ ngồi lên khoảng 50.000 chỗ ngồi.
Trước năm 1914, sân có đường chạy điền kinh và đường đua xe đạp bao quanh mặt sân, nơi thường xuyên tổ chức các giải đấu đua xe đạp cũng như các môn thi đấu điền kinh. Bên cạnh các trận đấu bóng đá, sân vận động cũng đã tổ chức nhiều buổi hòa nhạc cùng với các sự kiện thể thao khác bao gồm các trận đấu quyền Anh và các trận đấu rugby league và rugby union quốc tế. Năm 1999, trận chung kết cuối cùng của UEFA Cup Winners' Cup được diễn ra tại Villa Park. Sân cũng đã tổ chức trận Siêu cúp Anh 2012, vì Sân vận động Wembley đã được sử dụng cho trận chung kết của giải đấu môn bóng đá Olympic.